# Zola Predosa
Zola Predosa là một đô thị thuộc tỉnh Bologna trong vùng Emilia-Romagna nước Ý. Đô thị này có diện tích 37 km², dân số 15.105 người.
Đô thị này có làng trực thuộc: Gessi, Gesso, Ponte Ronca, Riale, Rivabella, Madonna dei Prati di Tomba, Lavino, Tombe.
Đô thị này giáp các đô thị sau: Anzola dell'Emilia, Bologna, Casalecchio di Reno, Crespellano, Monte San Pietro, Sasso Marconi.